# 広瀬襄
広瀬 襄（ひろせ じょう、1938年12月20日 - 2025年7月12日）は、日本の映画監督・脚本家である。愛知県大府市生まれ。

## 来歴
愛知県立刈谷高等学校を経て、1961年、早稲田大学第一文学部国文学科卒業。早稲田大学時代はテレビ芸術研究会に参加。4年のとき、松竹ヌーヴェルヴァーグ『日本の夜と霧』『ろくでなし』を見て衝撃を受け、映画界入りを決意。卒業後、松竹大船撮影所助監督室に入社。吉田喜重の助監督を希望し、『秋津温泉』などの作品につく。吉田が64年に退社後は多くの監督の作品の助監督を務めた。
そして12年間の助監督生活を経て、1973年、天地真理主演の青春映画『愛ってなんだろ』で監督デビュー。その間にもテレビドラマの演出も手がけた。

## 監督作品

### 映画
- 愛ってなんだろ（1973年）
- 恋は放課後（1973年）
- ムツゴロウの結婚記（1974年）
- スプーン一杯の幸せ（1975年）
- 青春の構図（1976年）
- 港町紳士録（1979年）
- 必殺! ブラウン館の怪物たち（1985年）
- 女賭博師 花吹雪お涼（1996年）

### テレビ
- 東芝日曜劇場 第702回「夫唱婦和」（RKB 1970年）
- おれは男だ!（NTV 1971年）
- 青春をつっ走れ（CX 1972年）
- 家なき子 （TBS 1974年）
- 虹のエアポート（TBS 1975年）
- ウルトラマン80（TBS　1980年）
- わが子よ（TBS 1981年）
- 必殺シリーズ（ABC 1983年以降の後期作品）
- みちのく露天風呂、べに花殺人事件（TBS 1990年）
- 熱き瞳に（THK 1992年）
- 松本清張特別企画・喪失の儀礼（TX 2003年）
- 火曜サスペンス劇場・六月の花嫁 偽りのドレス（NTV 2004年）

### オリジナルビデオ
- 本気!シリーズ（1994年 - 1996年）

## 脚本作品

### テレビアニメ
- 少年アシベ（1990年）

### オリジナルビデオアニメ
- ゴリラーマン（1992年）